# ABC Entertainment
ABC Entertainment est une société de production télévisuelle créée en 1982 par American Broadcasting Company et aujourd'hui détenue par la Walt Disney Company.

## Historique
Elle était à l'origine connue sous le nom ABC Television Network Productions puis ABC Productions. La production de films et téléfilms d'ABC était assurée depuis 1962 par ABC Circle Films. De 1975 à 1978, dirigée par Fred Silverman, c'est une division d'ABC assurant les programmes : outre les séries et téléfilms, elle a produit des jeux, des émissions de télé-réalités et des dramatiques. Elle a fusionné en 1999 avec une entité de production de Walt Disney, Walt Disney Television.
La société a produit des émissions comme America's Funniest Home Videos, mais aussi la version américaine de Qui veut devenir un millionnaire ? : Who Wants to Be a Millionaire?. Grâce à ce jeu, ABC a été en 1999 la chaîne hertzienne la plus regardée par les foyers américains, numéro un dans la tranche démographique convoitée des 18-49 ans.
Le 17 février 2016, Channing Dungey a été nommée présidente de ABC Entertainment Group, en remplacement de Paul Lee,.

## Productions 2011-2015 de ABC Entertainment
Principales séries :
- Agent Carter
- America's Funniest Home Videos
- American Crime
- Black-ish
- Black Box
- Body of Proof
- Castle
- Cougar Town
- Cristela
- Dancing with the Stars
- Desperate Housewives
- Don't Trust the B---- in Apartment 23
- Dr. Ken
- Forever
- Fresh Off the Boat
- Galavant
- GCB
- Grey's Anatomy
- Happy Endings
- Last Man Standing
- Les Maçons du cœur
- Man Up
- Manhattan Love Story
- Marvel : Les Agents du SHIELD
- The Middle
- Missing : Disparus sans laisser de trace
- Mistresses
- Modern Family
- Murder
- Nashville
- Once Upon a Time
- Pan Am
- Private Practice
- Red Band Society
- Repeat After Me (en)
- Resurrection
- Revenge
- The River
- Scandal
- Secrets and Lies
- Secret Millionaire (en)
- Selfie
- Suburgatory
- Wipeout